# Alpy Nadmorskie

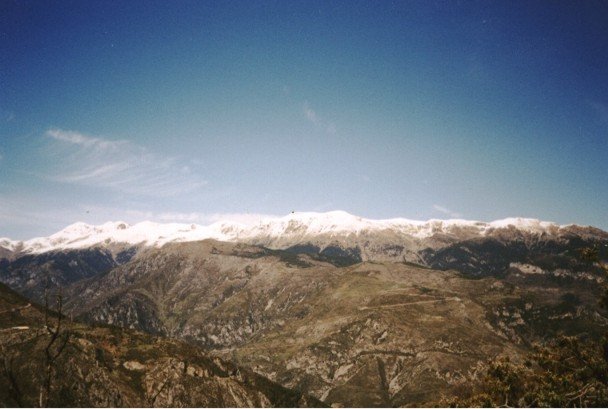
Alpy Nadmorskie

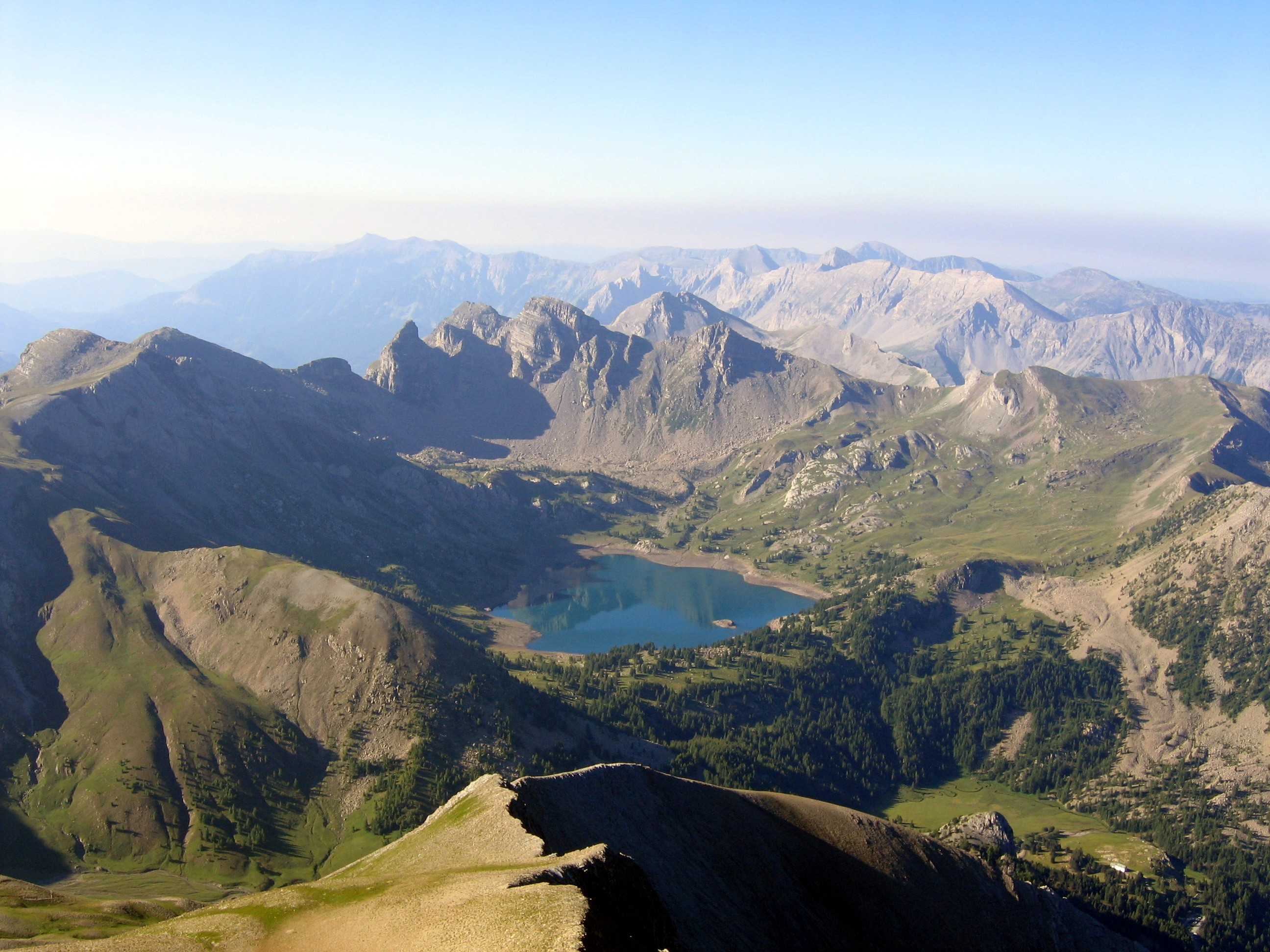
Widok ze szczytu Pelat

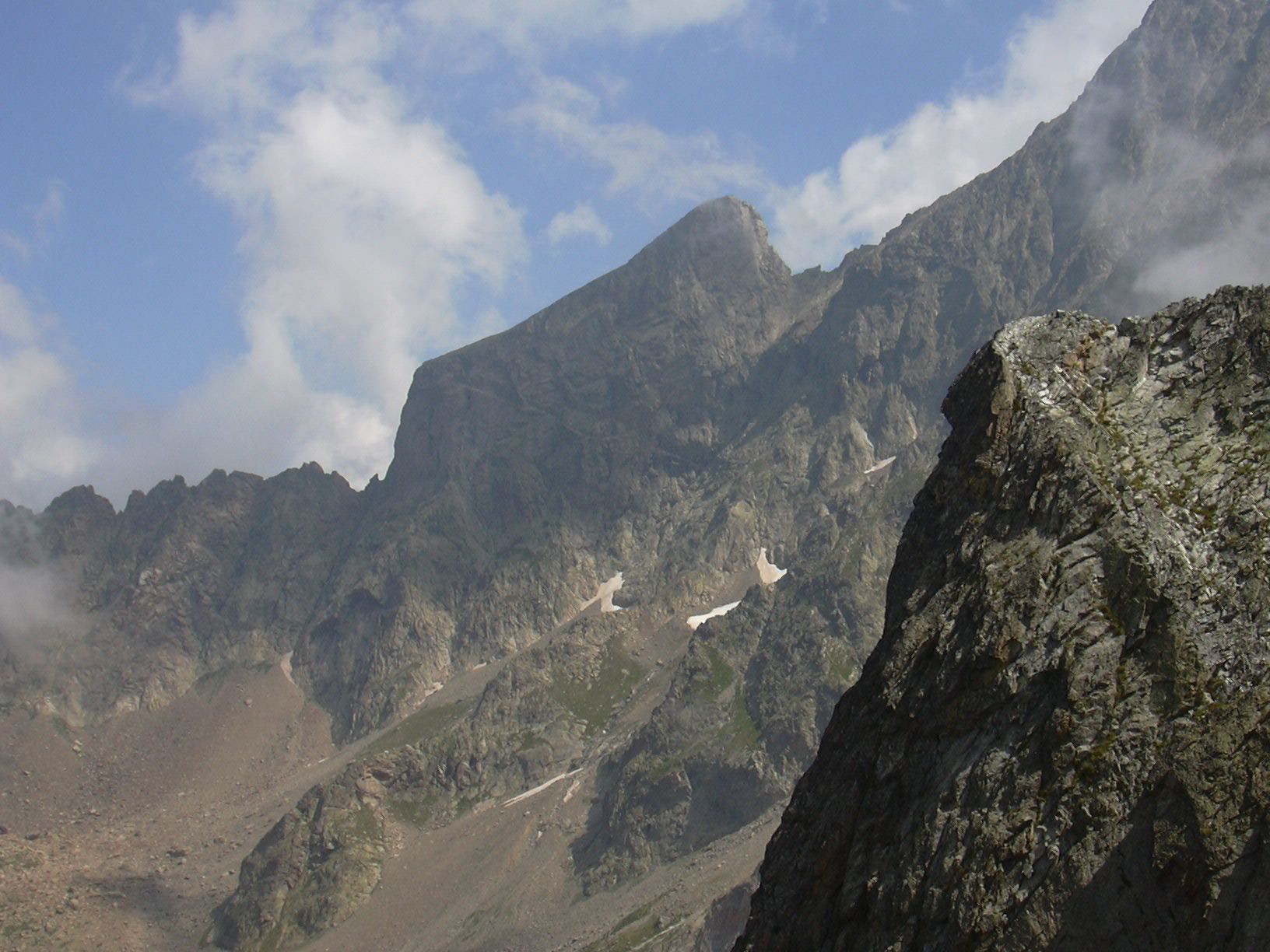
Corno Stella

Alpy Nadmorskie (fr. Alpes maritimes, wł. Alpi Marittime, ang. Maritime Alps) – rozległa grupa górska, stanowiąca część Alp Zachodnich we Francji, w Monako i we Włoszech. Obejmują odcinek głównego grzbietu wododziałowego Alp od przełęczy Maddalena (fr. Col de Larche, 1991 m n.p.m.) na północy, oddzielającej je od Alp Kotyjskich, po przełęcz Tende (1871 m n.p.m.) na południu, oddzielającą je od Alp Liguryjskich. Najwyższa część grupy, zbudowana ze skał krystalicznych, nosi nazwę Mercantour. Najwyższym szczytem jest Monte Argentera (franc. Cime de l'Argentera), który osiąga 3297 m n.p.m.
Podgrupą pasma są Prealpy Nicejskie, które osiągają wysokość 1413 m.
Najwyższe szczyty:
| - Monte Argentera – 3297 m, - Monte Stella – 3262 m, - Monte Gelàs – 3143 m, - Cima di Nasta – 3108 m, - Monte Matto – 3097 m, - Baus – 3072 m, - Cima Maledia – 3061 m, - Cima di Brocan – 3054 m, - Pelat – 3053 m, - Corno Stella – 3050 m, - Monte Clapier – 3046 m, - Monte Tenibres – 3032 m, - Monte Cimet – 3020 m, - Cima di Corborant – 3010 m, - Rocca Valmiana – 3006 m, - Becco Alto d’Ischiator – 2998 m, - Rocca la Paur – 2972 m, - Monte Enchastraye – 2955 m, - Asta Soprana – 2950 m, | - Cima Oriol – 2943 m, - Testa Malinvern – 2939 m, - Caire dell'Agnel – 2935 m, - Grand Capelet – 2935 m, - Cima dell'Agnel – 2927 m, - Cayres de Cougourde – 2921 m, - Testa del Claus – 2889 m, - Punta Giegn – 2888 m, - Monte Bego – 2873 m, - Testa Tablasses – 2851 m, - Caire Prefouns – 2840 m, - Monte Ponset – 2828 m, - Monte Mounier – 2818 m, - Monte Neiglier – 2786 m, - Rocca dell’Abisso – 2755 m, - Punta Maladecia – 2745 m, - Testa Gias dei Laghi – 2739 m, - Monte Pépoiri – 2674 m. |  |

Zachodnie i południowe obrzeża masywu krystalicznego zbudowane są głównie ze skał wapiennych.
Na południowych podnóżach występują zarośla typu makia i widne lasy z sosną alpejską. Wyżej znajdują się ciepłolubne lasy liściaste z dębem omszonym, ponad nimi są lasy sosnowe, bukowe, bukowo-jodłowe i modrzewiowe.